# Marea Roja
Se denomina Marea Roja al conjunto de colectivos del sector científico y de la investigación pública que se organiza en defensa de la ciencia y para protestar contra la precarización y los recortes del sector en España.

## Contexto
A partir del año 2013 se crea en Madrid la Asamblea General de la Ciencia, que aúna el esfuerzo de distintas plataformas para expresar la preocupación por el futuro de la investigación científica en España, por el análisis y la valoración que se hace de su situación y por la política científica que se implanta desde las administraciones. Este grupo es el origen de la Marea Roja de la Ciencia, que surge como colaboración de la Federación de Jóvenes Investigadores, Ciencia Con Futuro y Ciencia para el Pueblo.
En diciembre de 2013 Marea Roja convocó una manifestación conjunta con Marea Verde y Marea Blanca, y posteriormente con el lema "Sin Ciencia No Hay Futuro" organizan movilizaciones como la jornada de Luto por la Ciencia y la manifestación durante la Noche de los Investigadores.
Sus acciones cuentan también con el apoyo de la Marea Granate.